# Mutum-do-nordeste
O mutum-do-nordeste ou mutum-de-alagoas (nome científico: Mitu mitu) é uma espécie de ave da família Cracidae encontrada originariamente na porção norte da Mata Atlântica brasileira.
Atualmente extinta na natureza devido à destruição de seu habitat para o plantio de cana-de-açúcar e pela caça desregrada, no Nordeste brasileiro, daí a sua denominação.
No início dos anos 70 havia registros de cerca de 20 indivíduos ou menos, em quatro fragmentos de floresta. Em 1976, Pedro Mário Nardelli obteve o primeiro exemplar, uma fêmea de seis anos, que morreu pouco depois. Em 1979, conseguiu cinco exemplares, dois machos e três fêmeas, sendo que um casal não se reproduziu. Assim, todo o conjunto gênico da espécie é oriundo de apenas um macho e duas fêmeas. Trata-se de um dos primeiros casos de extinção de uma ave no Brasil devido à intervenção humana. Inicialmente, os exemplares estavam localizados em um aviário localizado no Rio de Janeiro (criatório Nardelli), os quais foram capturados em Alagoas, de 1976 em diante. Em 1979 a espécie chegou a contar com apenas cinco exemplares em cativeiro, hoje em dia, ultrapassa os 200. Os únicos sobreviventes estão em criadouros e descendem daqueles representantes salvos por Pedro Nardelli, alguns são híbridos do mutum-cavalo, espécie utilizada inicialmente para garantir a continuação da linhagem do mutum-do-nordeste. Com o sucesso da reprodução em cativeiro, os híbridos se tornaram um problema e tiveram que ser separados das aves puras.
A única chance de evitar sua definitiva extinção é reproduzi-lo em cativeiro e reintroduzi-lo na natureza, em áreas protegidas. Infelizmente em sua área de ocorrência (Mata Atlântica de Alagoas e Pernambuco) existem poucos remanescentes de mata e estes poucos trechos sofrem ainda grande pressão de caça pelos moradores da região. Outra grande ameaça a essa espécie é a consanguinidade, pois os exemplares restantes são parentes próximos.

## Criadouros autorizados a criar o mutum-de-alagoas[8]
- CRAX - Sociedade de Pesquisa da Fauna Silvestre - MG (das 250 aves existentes hoje, 200 nasceram no CRAX)
- Criadouro Científico e Cultural Poços de Caldas - MG
- Instituto Pauxi Mitu – SP
- ICFau - Instituto para a Criação e Conservação da Fauna - SP
- Criadouro Fazenda Cachoeira – Entre Rios De Minas – MG
- Zoológico Foz Do Iguaçu – Parque Das Aves – PR
- Zooparque Itatiba – SP
- Zoológico De Sorocaba – SP
- Criadouro Onça Pintada – PR
- Criadouro Guaratuba PR

## Reintrodução à natureza
Em 22 de setembro de 2017, um casal da espécie foi reintroduzido em seu estado de origem, Alagoas, onde está em processo de adaptação em um viveiro de 390m².
O espaço iria ser aberto ao público em 2020, e um contrato entre a Usina Utinga Leão e o IPMA, que durou 10 anos e foi prorrogado por mais 20 anos, permitirá que outros três casais da ave sejam levados à Alagoas e reintroduzidos na natureza.

## Características
Mede cerca de 83 centímetros de comprimento e pesa entre 2,75 a 3,0 quilogramas.

## Alimentação
Consta que se alimenta de frutos (Eugenia sp. e Phillocantus sp.), caídos no solo, sob as fruteiras e milho.

## Reprodução
Em 1978, um ninho foi encontrado em árvore, a média altura, oculto pela folhagem. Em cativeiro, a postura, em geral, é de 2 ovos e a fêmea começa a botar ovos a partir dos 3 anos.

## Hábitos
Seu habitat natural é a Mata Atlântica densa, onde vivia no chão.